# Станіслав Лубенський
Станіслав Лубенський гербу Пом'ян (пол. Stanisław Łubieński; 1573, Лубна, Серадзька земля — 16 квітня 1640, Вишкув) — польський єпископ Римо-Католицької Церкви, історик. Представник шляхетського роду Лубенських, брат примаса Мацея Лубенського.

## Життєпис
Народився у селі Лубна (тепер Лубна-Якуси, ґміна Блашкі, Серадзький повіт, Лодзинське воєводство, Польща). Батько — Свентослав, мати — дружина батька Барбаба Запольська.
Навчався у Каліському колегіумі (школі) єзуїтів У 1622 чи 1623 році отримав призначення (номінацію) на посаду Луцького римо-католицького єпископа, яке затвердив Папа 26 лютого 1624 року. Висвячений на єпископа у вавельській катедрі у червні 1624 року. Справам Луцької дієцезії приділяв, за його власним твердженням, мало часу. 16 березня 1625 отримав малу коронну печатку. Весною 1627 року номінований плоцьким єпископом РКЦ.
Був похований в Плоцькій катедрі РКЦ. Найважливіші праці:
- Brevis narratio profectionis in Sueciam Sigismundi III…, 1593;
- De ortu, vita et morte Mathiae de Bużenin Pstrokoński… (1630);
- Ce motu civili in Polonia libri quatuor, Series. vitea, res gestes episcoporum Plocensium…, Kraków 1642;
- Opera posthuma historica historopolitica variigue discursus epistolae et aliquot orationes… (1643);
- Droga do Szwecji;
- Rozruchy domowe.